# Yossi Benayoun
Yosef Shai "Yossi" Benayoun (ebraică יוסף שי בניון; n. 5 mai 1980 în Dimona, Israel) este un fotbalist israelian retras din activitate, ce a jucat pe postul de mijlocaș ofensiv. În Israel, el este numit Diamantul și este căpitanul echipei naționale a Israelului.

## Istorie
Născut la Dimona într-o familie de evrei originari din Maroc, la 15 ani a fost selecționat la echipa națională de tineret a Israelului și a făcut parte din grupele de juniori ale clubului olandez Ajax Amsterdam. La vârsta de 17 ani, a ajuns la Hapoel Be'er Sheva, iar un an mai târziu a semnat cu Maccabi Haifa, unde a fost golgheterul echipei. În 2002 a fost dorit de Chelsea, dar a ales echipa spaniolă Racing de Santander. În 2005 a fost transferat în Premier League, la West Ham United. În 2007 s-a mutat pe Anfield. A sosit la Chelsea FC pe 30 mai 2010, după ce a petrecut trei sezoane la FC Liverpool.

## Goluri internaționale
| #   | Data              | Stadion                                     | Oponent        | Scor  | Rezultat | Competiția                                             |
| --- | ----------------- | ------------------------------------------- | -------------- | ----- | -------- | ------------------------------------------------------ |
| 1.  | 5 septembrie 1999 | Stadionul Tsirion, Limassol, Cipru          | Cipru          | 2 – 2 | 3 – 2    | Preliminariile Campionatului European de Fotbal 2000   |
| 2.  | 8 septembrie 1999 | Stadionul Ramat Gan, Ramat Gan, Israel      | San Marino     | 1 – 0 | 8 – 0    | Preliminariile Campionatului European de Fotbal 2000   |
| 3.  | 8 septembrie 1999 | Stadionul Ramat Gan, Ramat Gan, Israel      | San Marino     | 4 – 0 | 8 – 0    | Preliminariile Campionatului European de Fotbal 2000   |
| 4.  | 8 septembrie 1999 | Stadionul Ramat Gan, Ramat Gan, Israel      | San Marino     | 6 – 0 | 8 – 0    | Preliminariile Campionatului European de Fotbal 2000   |
| 5.  | 15 noiembrie 2000 | Estadio Primeiro de Maio, Braga, Portugalia | Portugalia     | 2 – 1 | 2 – 1    | Meci amical                                            |
| 6.  | 5 septembrie 2002 | Stade Josy Barthel, Luxemburg, Luxemburg    | Luxemburg      | 0 – 5 | 0 – 5    | Meci amical                                            |
| 7.  | 8 septembrie 2004 | Stadionul Ramat Gan, Ramat Gan, Israel      | Cipru          | 1 – 1 | 2 – 1    | Calificările pentru Campionatul Mondial de Fotbal 2006 |
| 8.  | 9 octombrie 2004  | Stadionul Ramat Gan, Ramat Gan, Israel      | Elveția        | 1 – 0 | 2 – 2    | Calificările pentru Campionatul Mondial de Fotbal 2006 |
| 9.  | 9 octombrie 2004  | Stadionul Ramat Gan, Ramat Gan, Israel      | Elveția        | 2 – 2 | 2 – 2    | Calificările pentru Campionatul Mondial de Fotbal 2006 |
| 10. | 9 februarie 2005  | Teddy Kollek Stadium, Ierusalim, Israel     | Croația        | 2 – 2 | 3 – 3    | Meci amical                                            |
| 11. | 8 octombrie 2005  | Stadionul Ramat Gan, Ramat Gan, Israel      | Insulele Feroe | 1 – 0 | 2 – 1    | Calificările pentru Campionatul Mondial de Fotbal 2006 |
| 12. | 15 august 2006    | Stadionul Petrol Arena, Celje, Slovenia     | Slovenia       | 0 – 1 | 1 – 1    | Meci amical                                            |
| 13. | 6 septembrie 2006 | Stadion de Goffert, Nijmegen, Olanda        | Andorra        | 1 – 0 | 4 – 1    | Preliminariile Campionatului European de Fotbal 2008   |
| 14. | 15 noiembrie 2006 | Stadionul Ramat Gan, Ramat Gan, Israel      | Croația        | 2 – 3 | 3 – 4    | Euro 2008 qualifying                                   |
| 15. | 26 martie 2008    | Stadionul Ramat Gan, Ramat Gan, Israel      | Chile          | 1 – 0 | 1 – 0    | Meci amical                                            |
| 16. | 6 septembrie 2008 | Stadionul Ramat Gan, Ramat Gan, Israel      | Elveția        | 1 – 2 | 2 – 2    | Calificările pentru Campionatul Mondial de Fotbal 2010 |
| 17. | 11 octombrie 2008 | Stade Josy Barthel, Luxemburg, Luxemburg    | Luxemburg      | 0 – 1 | 1 – 3    | Calificările pentru Campionatul Mondial de Fotbal 2010 |
| 18. | 15 octombrie 2008 | Stadionul Skonto, Riga, Letonia             | Letonia        | 0 – 1 | 1 – 1    | Calificările pentru Campionatul Mondial de Fotbal 2010 |
| 19. | 11 februarie 2009 | Stadionul Ramat Gan, Ramat Gan, Israel      | Ungaria        | 1 – 0 | 1 – 0    | Meci amical                                            |
| 20. | 3 martie 2010     | Dan Păltinișanu, Timișoara, România         | România        | 1 – 0 | 2 – 0    | Meci amical                                            |
| 21. | 2 septembrie 2010 | Stadionul Ramat Gan, Ramat Gan, Israel      | Malta          | 1 – 0 | 3 – 1    | Preliminariile Campionatului European de Fotbal 2012   |
| 22. | 2 septembrie 2010 | Stadionul Ramat Gan, Ramat Gan, Israel      | Malta          | 2 – 1 | 3 – 1    | Preliminariile Campionatului European de Fotbal 2012   |
| 23. | 2 septembrie 2010 | Stadionul Ramat Gan, Ramat Gan, Israel      | Malta          | 3 – 1 | 3 – 1    | Preliminariile Campionatului European de Fotbal 2012   |
| 24. | 4 iunie 2011      | Skonto Stadium, Riga, Latvia                | Letonia        | 0 – 1 | 1 – 2    | Preliminariile Campionatului European de Fotbal 2012   |

## Statistici carieră
La 26 martie 2014.
| Club                   | Sezon         | Ligă    | Ligă   | Cupă    | Cupă   | Cupa Ligii | Cupa Ligii | Continental | Continental | Altele  | Altele | Total   | Total  |
| Club                   | Sezon         | Meciuri | Goluri | Meciuri | Goluri | Meciuri    | Goluri     | Meciuri     | Goluri      | Meciuri | Goluri | Meciuri | Goluri |
| ---------------------- | ------------- | ------- | ------ | ------- | ------ | ---------- | ---------- | ----------- | ----------- | ------- | ------ | ------- | ------ |
| Racing de Santander    | 2002–03       | 31      | 4      | 0       | 0      | –          | –          | –           | –           | –       | –      | 31      | 4      |
| Racing de Santander    | 2003–04       | 35      | 7      | 2       | 0      | –          | –          | 1           | 0           | –       | –      | 38      | 7      |
| Racing de Santander    | 2004–05       | 35      | 9      | 0       | 0      | –          | –          | 0           | 0           | –       | –      | 35      | 9      |
| Racing de Santander    | Total         | 101     | 20     | 2       | 0      | -          | -          | 1           | 0           | -       | -      | 104     | 20     |
| West Ham United        | 2005–06       | 34      | 5      | 6       | –      | –          | –          | –           | –           | –       | –      | 40      | 5      |
| West Ham United        | 2006–07       | 29      | 3      | 1       | –      | –          | –          | 2           | –           | –       | –      | 32      | 3      |
| West Ham United        | Total         | 63      | 8      | 7       | 0      | 0          | 0          | 0           | 0           | 0       | 0      | 72      | 8      |
| Liverpool              | 2007–08       | 30      | 4      | 3       | 3      | 3          | 1          | 11          | 3           | –       | –      | 47      | 11     |
| Liverpool              | 2008–09       | 32      | 8      | 1       | –      | –          | –          | 9           | 1           | –       | –      | 42      | 9      |
| Liverpool              | 2009–10       | 30      | 6      | 2       | 0      | 1          | 0          | 12          | 3           | –       | –      | 45      | 9      |
| Liverpool              | Total         | 92      | 18     | 6       | 3      | 4          | 1          | 32          | 7           | 0       | 0      | 134     | 29     |
| Chelsea                | 2010–11       | 7       | 1      | 0       | 0      | 1          | 0          | 1           | 0           | 1       | 0      | 10      | 1      |
| Chelsea                | 2011–12       | 1       | 0      | 0       | 0      | 0          | 0          | 0           | 0           | 0       | 0      | 1       | 0      |
| Chelsea                | 2012–13       | 6       | 0      | 2       | 0      | 0          | 0          | 5           | 0           | 0       | 0      | 13      | 0      |
| Chelsea                | Total         | 14      | 1      | 2       | 0      | 1          | 0          | 6           | 0           | 1       | 0      | 24      | 1      |
| Arsenal (loan)         | 2011–12       | 19      | 4      | 0       | 0      | 3          | 1          | 3           | 1           | 0       | 0      | 25      | 6      |
| Arsenal (loan)         | Total         | 19      | 4      | 0       | 0      | 3          | 1          | 3           | 1           | 0       | 0      | 25      | 6      |
| West Ham United (loan) | 2012–13       | 6       | 0      | –       | –      | –          | –          | –           | –           | –       | –      | 6       | 0      |
| West Ham United (loan) | Total         | 6       | 0      | 0       | 0      | 0          | 0          | 0           | 0           | 0       | 0      | 6       | 0      |
| Queens Park Rangers    | 2013–14       | 14      | 3      | 1       | 0      | 0          | 0          | –           | –           | –       | –      | 15      | 3      |
| Queens Park Rangers    | Total         | 14      | 3      | 1       | 0      | 0          | 0          | -           | -           | -       | -      | 15      | 3      |
| Total carieră          | Total carieră | 457     | 54     | 16      | 3      | 8          | 2          | 41          | 8           | 1       | 0      | 523     | 67     |

## Palmares

### Club
Maccabi Haifa
- Ligat ha'Al (2): 2000–01, 2001–02

Chelsea
- UEFA Europa League (1): 2012–13